# Грибаново (городской округ Красногорск)
Грибаново — деревня в Московской области России. Входит в городской округ Красногорск. Население — 92 чел. (2010).

## География
Деревня расположена на крайнем юго-западе округа, на берегу впадающего в Истру безымянного ручья, высота центра над уровнем моря 144 м.
Ближайшие населённые пункты — в полукилометре на север Дмитровское и Дубцы Одинцовского городского округа в 1 орокм на юг.
В деревне числится 7 улиц. Деревня связана автобусным сообщением с Москвой и Красногорском.

## История
С 1994 до 2004 года деревня входила в Петрово-Дальневский сельский округ Красногорского района, а с 2005 до 2017 года включалась в состав Ильинского сельского поселения Красногорского муниципального района.

## Население
| 2002 | 2006 | 2010 |
| ---- | ---- | ---- |
| 75   | →75  | ↗92  |